# Польське фізичне товариство
Польське фізичне товариство (PTF) — польська організація, яка ставить собі за цілі поширення фізики, розвиток зв'язків між фізиками, зайнятими в освіті, науці та різних галузях економіки, а також репрезентація спільноти фізиків.

## Історія
Польське фізичне товариство було засновано на організаційному з'їзді 11 квітня 1920 року у Варшаві. На конгресі було прийнято статут й обрано правління, першим президентом якого став Владислав Натансон. У 1932 році звіти товариства були перетворені в журнал «Acta Physica Polonica». У 1949 році вийшов перший номер науково-популярно журналу «Прогрес фізики». З 1951 року товариство організовує Польські фізичні олімпіади.
Крім того, товариство є одним із видавців науково-популярного журналу «Дельта» — разом з Польським математичним товариством, Польським астрономічним товариством і Польським товариством інформаційних технологій.

## Нагороди Польського фізичного товариства
Польське фізичне товариство присуджує такі наукові нагороди:
- Медаль Мар'яна Смолуховського
- Премія Смолуховського-Варбурга (спільно з Німецьким фізичним товариством)
- Наукова нагорода імені Войцеха Рубіновича за видатну та творчу наукову роботу польських дослідників у галузі фізики
- Докторська нагорода
- Нагорода імені Аркадіуша Пекари[pl] за видатні магістерські роботи
- Нагорода імені Кшиштофа Ернста за популяризацію фізики[pl]
- Нагороди Польського фізичного товариства для видатних педагогів
- Спеціальна нагорода Польського фізичного товариства

## Президенти Польського фізичного товариства
- Владислав Натансон[pl] (1920-1923)
- Стефан Пеньковський[pl] (1923-1930)
- Мечислав Вольфке (1930-1934)
- Чеслав Бялобжеський (1934-1938)
- Стефан Пеньковський[pl] (1938-..., 1947-1949)
- Войцех Рубінович (1949-1952)
- Анджей Солтан[pl] (1952-1955)
- Леопольд Інфельд (1955-1957)
- Александр Яблонський (1957-1961)
- Войцех Рубінович (1961-1974)
- Здзіслав Вільгельмі[pl] (1974-1981)
- Тадеуш Скалінський[pl] (1981-1987)
- Януш Закшевський[pl] (1987-1991)
- Стефан Покорський[pl] (1991-1993)
- Генрик Шимчак[pl] (1993-1997)
- Іренеуш Стшалковський[pl] (1997-2001)
- Мацей Кольвас (2002-2005)
- Рейнхард Кулесса (2006-2009)
- Веслав Камінський[pl] (2010-2013)
- Катажина Халасінська-Мацуков[pl] (2014-2017)
- Лешек Сірко[pl] (2018-2022)
- Тереза Жонца-Урбан[pl] (від 2022)